# Pierre-Joseph Picot de Clorivière
Pierre-Joseph Picot de Clorivière (Saint-Malo, 29 giugno 1735 – Parigi, 9 gennaio 1820) è stato un gesuita francese.

## Biografia
Pierre-Joseph Picot de Clorivière nacque a Saint-Malo in Bretagna, da una famiglia di commercianti e armatori. Restò presto orfano; studiò dai Benedettini di Douai. Dalla scuola uscì a sedici anni,  nel 1752, per imbarcarsi in Marina. Ma poco tempo dopo tornò a casa e si indirizzò agli studi commerciali. Nel 1754 studiava Diritto alla Sorbona.
Nel 1755 seguì gli Esercizi Spirituali: comprese di essere chiamato al sacerdozio. Il 23 febbraio 1756, dopo che era stato a messa nella chiesa dei gesuiti, una Signora gli disse: «Il Signore vi chiama sotto la protezione di s. Ignazio e di s. Francesco Saverio. Ecco il noviziato dei Gesuiti. Entrate.» Superata la resistenza della famiglia, entrò al noviziato dei gesuiti di Parigi il 14 agosto 1756 e il 17 agosto dell'anno seguente pronunciava i primi voti.
Nel 1762 i gesuiti vennero espulsi dalla Francia; egli studiò teologia a Liegi, dove fu ordinato sacerdotale il 2 ottobre 1763. Trascorse qualche anno in Inghilterra, sotto il nome di Pierre Picot.
Svolse il suo apostolato in Inghilterra e in Belgio.
Divenuto prete secolare dopo la soppressione della Compagnia, iniziò a dedicarsi alla direzione spirituale dei religiosi (fu confessore degli Eremitani e di altri religiosi di Parigi) e poi, trasferitosi in Bretagna, si diede all'insegnamento e alla predicazione di missioni popolari.
Il 13 febbraio 1790 il governo rivoluzionario decretò la soppressione degli ordini di voti solenni in Francia: Picot de Clorivière progettò una nuova forma di vita consacrata che potesse rispondere meglio alle esigenze dei tempi, dei sodalizi i cui membri non indossassero abiti o altri segni distintivi e non conducessero vita comune. Fondò, quindi, a Parigi l'associazione dei Preti del Sacro Cuore di Gesù e la Società delle Figlie del Cuore di Maria, che anticiparono i moderni istituti secolari.
Nel 1779 divenne parroco a Paramé, dove promosse le Confraternite e l'adorazione del Santissimo Sacramento; si occupò di opere caritative, aprì scuole per ragazzi, fondò un "Bureau de charité" diretto da Thèrése de Bassablons, futura Figlia del Cuore di Maria e martire.
Nel 1786 dirigeva il seminario di Dinan; nel 1787 a Dinan incontrò Maria Adelaide Champion de Cicé.
Il 25 marzo 1790 in un quaresimale difese l'eccellenza dello stato religioso, sostenendo che esso deve essere libero da ingerenze statali. Il giorno seguente fu arrestato, ma, riconosciuto innocente, fu presto liberato.
Dopo la promulgazione della costituzione civile del clero, si dimise dal seminario di Dinan e riprese il suo progetto di partire per il Maryland.
Ma il 19 luglio 1790 ebbe l'ispirazione “come in un batter d'occhio” del progetto di una vita religiosa che potesse esistere “all'insaputa dei popoli e anche loro malgrado”. Una Società «adatta alle circostanze in cui si trovava la Chiesa e tale da permettere di vivere nel mondo, in ogni situazione, una vita religiosa autentica, imitando la vita della Vergine Maria e dei primi cristiani».
Si trasferì a Parigi e invitò Adelaide a seguirlo: da Parigi veniva il male e lì bisognava combattere. Entrambi dovevano cambiare spesso casa per sfuggire alla polizia e, durante il Terrore, vivere in clandestinità.
Il 2 febbraio 1791 Pierre-Joseph con altri otto sacerdoti e un laico si consacrano recitando a Montmartre un atto d'offerta da lui composto, che anche Adelaide pronunzia, con una decina di compagne disperse a Parigi e in Bretagna. In questa consacrazione hanno origine la Società del Cuore di Gesù e la Società del Cuore di Maria.
Dopo l'attentato contro Napoleone del 24 dicembre 1800 lasciò Parigi per predicare missioni nei villaggi e ritiri spirituali in giro per la Francia. Nel 1804 rientrò a Parigi, ma, accusato di aver avuto contatti con l'autore dell'attentato, il 5 maggio 1804 fu arrestato e restò in carcere per cinque anni; il suo legame con le due Società erano le lettere che M.me de Carcado, della Società delle Figlie del Cuore di Maria, visitatrice autorizzata dalla polizia, consegnava per lui.
Fu liberato nell'aprile del 1809.
Nel 1814 il Generale residente in Russia, p. Brzozowskji, gli affidò la ricostituzione in Francia della Compagnia, di cui fu il superiore provinciale.
Si dimise nel gennaio del 1818.
Morì nella cappella della casa dei gesuiti, inginocchiato alla balaustra nell'adorazione al Sacramento.

## Tesi
Le opere de Clorivière individuano nella massoneria una delle cause della Rivoluzione francese.

## Libri
- Notes spirituelles et retraites, 1763-1773.
- Traité des devoirs d'une abbesse, 1774.
- Le modèle des pasteurs (Mgr de Sernin), Paris, 1775.
- La vie de Louis-Marie Grignion de Montfort, Paris, 1785.
- Directoire des Hermites du Mont-Valérien, 1778.
- Les Excellences de Marie (divers écrits), 1776-1809.
- Les doctrines de la Déclaration des droits de l'homme, 1793 (= Etudes sur la révolution = Pierre de Clorivière, contemporain et juge de la révolution, René Bazin, 1926.
- Notes spirituelles et retraites, 1763-1773.
- Commentaire moral de l'Apocalypse, 1793-1794.
- Le serment de la liberté et de l'égalité.
- Plan abrégé de la société du Coeur de Marie, 1806.
- Explications des épitres de Saint Pierre, 1809.
- Considérations de sur l'exercice la Prière et de l'Oraison écrit pour les ermites du Mont Valérien, 1802.